# Universidad de Aalborg

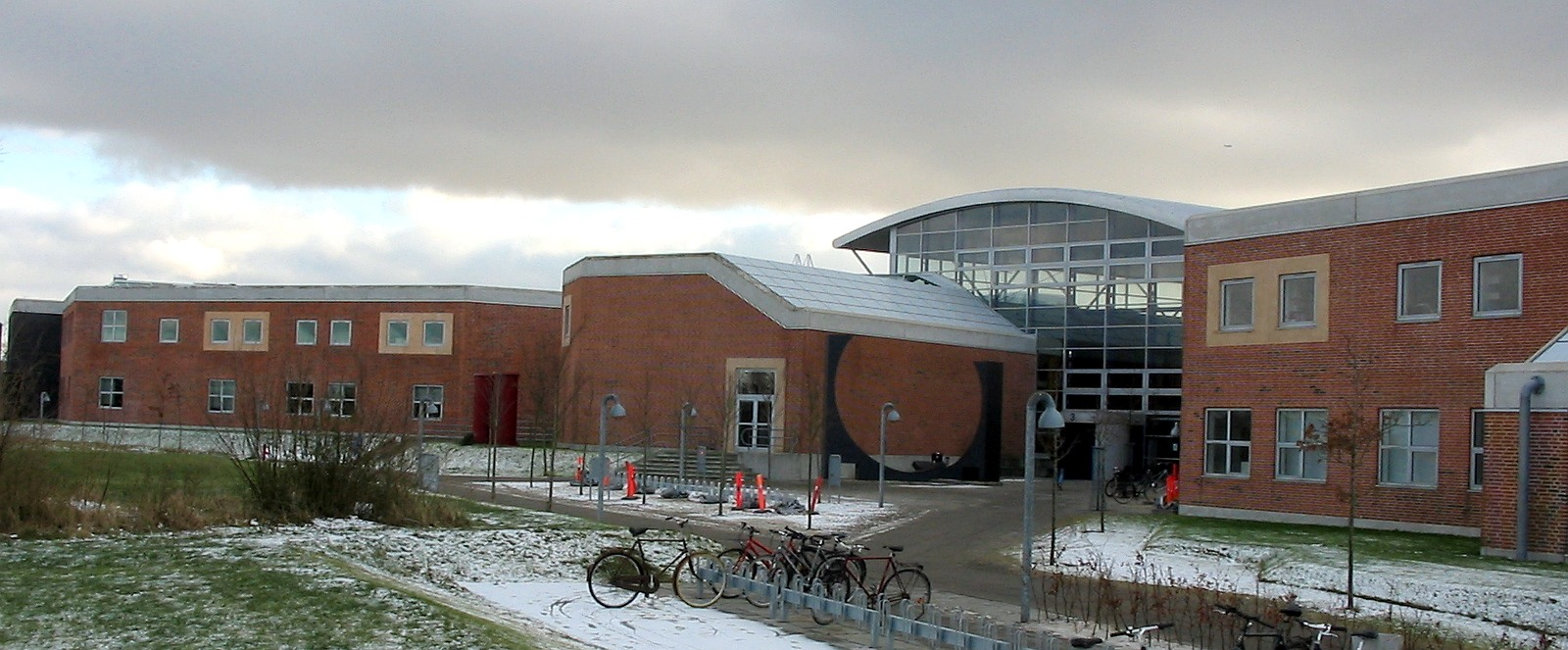
La Universidad de Aalborg.

La Universidad de Aalborg se encuentra en Aalborg, Dinamarca. Con su fundación en 1974 se convirtió en la quinta Universidad en Dinamarca. En 1995 el  Colegio de Ingenieros de Esbjerg se integró en la Universidad y el año siguiente se creó la Escuela de Arquitectura y Diseño. En 2003 se inauguró el Campus de Copenhague (Instituto de Tecnología de Copenhague), en 2006 se fundó la Escuela de Medicina y en 2007 el Instituto de Investigación de Construcción Nacional.

## Perfil
La Universidad de Aalborg se diferencia de otras universidades danesas más antiguas y más tradicionales por su enfoque centrado en la interdisciplinariedad, los programas interfacultades, un currículum experimental conformado por un curso interdisciplinario básico y por una especialización posterior, una estructura pedagógica compuesta por proyectos reales basados en la resolución de problemas de relevancia tanto educativa como investigadora – lo que internacionalmente se ha llegado a conocer y reconocer como el Experimento de Aalborg o el Modelo de Aalborg. Con el modelo basado en la formulación de problemas y su organización sobre la base de proyectos, gran parte de la enseñanza semestral y del trabajo del estudiante gira en torno a problemas reales y complejos. Los estudiantes se interrogan sobre la resolución de dichos problemas y tratan de encontrar respuestas aplicando métodos científicos y trabajando conjuntamente en grupos.
La Universidad de Aalborg tiene cinco facultades: la Facultad de Humanidades, la Facultad de Ciencias Sociales, la Facultad de Ingeniería, la Facultad de Ciencias y la la Facultad de "IT and Design"

## Áreas especiales de acción e investigación multidisciplinar
La Universidad de Aalborg desarrolla su investigación en todas las facultades. El área principal de investigación es el campo de la ingeniería. La Universidad ha elegido Tecnología de Ciencias de la Salud y Comunicación Inalámbrica como áreas de especial interés:
- - Energía sostenible, medioambiente y construcción.
  - Producción global, innovación, desarrollo del conocimiento y la coherencia.
  - Tecnología de la información y software incorporado.
  - Nanotecnología y nanoproducción.
  - Tecnología y diseño de la experiencia.

## Relaciones internacionales
Desde su fundación en 1974, la Universidad de Aalborg ha destacado por su orientación internacional, convirtiéndose en una universidad local con una perspectiva internacional. La Universidad de Aalborg desarrolla la colaboración internacional en la investigación y ha establecido, entre otras cosas, un departamento para la comunicación inalámbrica y la navegación por satélite en la Universidad de Roma “Tor Vergata”, y en la Universidad Calcuta en India y dos centros de telecomunicaciones, el Instituto de Tecnología de Bihar en India y el Instituto de Tecnología de Bandung en Indonesia.
El 25% de los investigadores de la Universidad proceden del extranjero y a lo largo de los años el número de estudiantes internacionales ha aumentado constantemente, llegando a alcanzar, al día de hoy, el 10% del total de la población estudiantil.
Como reconocimiento a la labor de la Universidad de Aalborg, se fundó el Centro para el Aprendizaje Basado en Problemas (UCPBL) del Centro Internacional de la UNESCO para la Educación en Ingeniería (UICEE) en 2001, que ha llevado posteriormente al nombramiento de la Universidad de Aalborg como Cátedra UNESCO de aprendizaje basado en problemas.